# 5. Armee (Wehrmacht)
Die 5. Armee / Armeeoberkommando 5 (AOK 5) war eine Kommandobehörde des Heeres der Wehrmacht während des Zweiten Weltkrieges. Sie war Oberkommando jeweils wechselnder Armeekorps sowie zahlreicher Spezialtruppen.

## Aufstellung
Die 5. Armee wurde am 25. August 1939 unter General der Infanterie Curt Liebmann aufgestellt. Sie agierte defensiv an der Siegfriedstellung und an der Westfront, bevor der Armeestab Mitte Oktober am Überfall auf Polen teilnahm. Aus ihm entstand später die 18. Armee.

### Oberbefehlshaber
- General der Infanterie Curt Liebmann (25. August bis 4. November 1939)